# Skautská nadace Jaroslava Foglara
Skautská nadace Jaroslava Foglara je pojmenována po českém spisovateli Jaroslavu Foglarovi. Je správcem jeho autorských práv a jeho bývalý byt poskytuje ve spolupráci s Českým literárním centrem pro krátkodobé rezidenční pobyty zahraničních spisovatelů a překladatelů.

## Zakladatelé nadace
Nadace vznikla v roce 2002, jejími zřizovateli byli organizace Junák – český skaut a dále Ivo Brzobohatý, Ivan M. Havel, Jaroslav Jičínský, Petr Kratochvíl, Tomáš Řehák a František Šmajcl.

## Poslání nadace
Posláním Skautské nadace Jaroslava Foglara je podporovat mimoškolní výchovu a vzdělávání dětí a mládeže v duchu skautských ideálů; pomáhat jim při rozvoji duševního, tělesného, společenského a duchovního potenciálu.
Nadace toho dosahuje především investováním svých výnosů do zajišťování zázemí pro činnost skautských oddílů.